# John Seabrook
John Seabrook est un journaliste américain. Il travaille pour le magazine The New Yorker et s'intéresse à la technologie et à la culture populaire

## Biographie
Il est diplômé de le la St. Andrew's School (Delaware) en 1976, de l'université de Princeton en 1981, et obtient un MA en littérature anglaise de l'université d'Oxford.
Il commence à travailler pour les magazines Manhattan Inc. et Vanity Fair. Il contribue au New Yorker depuis 1989 et fait partie de la rédaction depuis 1993. 

### en anglais
- Deeper : my two-year odyssey in cyberspace, Touchstone Books, 1997
- Nobrow : the culture of marketing, the marketing of culture, Methuen Publishing, 2000
- Flash of Genius : and Other True Stories of Invention, St. Martin's Griffin, 2008
- The Song Machine : Inside the Hit Factory, W. W. Norton & Company, 2015

### en français
- Hits ! : Enquête sur la fabrique des tubes planétaires [« The Song Machine : Inside the Hit Factory »]  (trad. de l'anglais), Paris, La Découverte, 2016, 250 p. (ISBN 978-2-7071-9104-5)